# Князчино
Князчино — деревня в Талдомском районе Московской области России. Входит в состав сельского поселения Гуслевское. Население — 14 чел. (2010).

## География
Расположена в южной части района, примерно в 21 км к юго-юго-востоку от центра города Талдома. Связана автобусным сообщением с посёлками городского типа Вербилки и Запрудня. В 3,5 км западнее проходит региональная автодорога Р112. Ближайшие населённые пункты — деревни Новая и Старково.

## Население
| 1859 | 1905 | 1926 | 2002 | 2006 | 2010 |
| ---- | ---- | ---- | ---- | ---- | ---- |
| 121  | ↗181 | ↘142 | ↘8   | ↘7   | ↗14  |

## История
В «Списке населённых мест» 1862 года Княщено — владельческое сельцо 2-го стана Александровского уезда Владимирской губернии по правую сторону реки Дубны, к югу от Нушпольского болота, при пруде и колодце, в 72 верстах от уездного города, с 12 дворами и 121 жителем (66 мужчин, 55 женщин).
По данным 1905 года входило в состав Нушпольской волости Александровского уезда, в сельце было 26 дворов, проживал 181 человек.
Постановлением президиума Моссовета от 31 марта 1923 года вместе с частью селений Нушпольской волости была включена в состав Гарской волости Ленинского уезда Московской губернии.
По материалам Всесоюзной переписи населения 1926 года — деревня Стариковского сельского совета Гарской волости Ленинского уезда, проживало 142 жителя (56 мужчин, 86 женщин), насчитывалось 32 хозяйства, среди которых 29 крестьянских.
С 1929 года — населённый пункт в составе Ленинского района Кимрского округа Московской области.
В 1930 году Стариковский сельсовет вместе с также упразднённым Кушковским сельсоветом был объединён в Стариково-Гарский сельсовет.
Постановлением ЦИК и СНК от 23 июля 1930 года округа́ как административно-территориальные единицы были ликвидированы. Постановлением Президиума ВЦИК от 27 декабря 1930 года городу Ленинску было возвращено историческое наименование Талдом, а район был переименован в Талдомский.
В 1954 году Стариково-Гарский сельсовет был упразднён, а его территорию передали Павловическому сельсовету.
С 1994 по 2006 год — деревня Павловического сельского округа Талдомского района.
С 2006 года — деревня сельского поселения Гуслевское.